# Важкосередовищні сепаратори

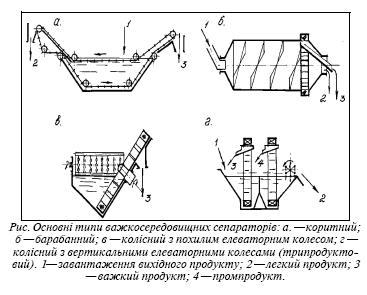

Важкосередовищні сепаратори (рос. тяжелосредные сепараторы, англ. heavy medium separator, нім. Schwerabscheider) — машини і апарати для гравітаційного збагачення корисних копалин у важкому середовищі (суспензії). Діють за принципом розшарування вихідного матеріалу у мінеральній суспензії на легкий (спливаючий) та важкий (осідаючий) продукти з вивантаженням окремо кожного з них.

## Класифікація та використання
- за кількістю одержуваних продуктів:
  - дво- та трипродуктові (відповідно безступінчаті та двоступінчаті);
- за конструкцією корпусу:
  - пірамідальні,
  - барабанні,
  - коритні;
  - конусні.
- за конструкцією органу для вивантаження важкого продукту
  - колісні (з вертикальним або похилим елеваторним колесом)
  - скребкові.

Область застосування В.с. за густиною матеріалу — 1200—5200 кг/м3, крупністю матеріалу 6—300 мм. Продуктивність 120—600 т/год. Ефективність розділення: Ер = 0,02—0,05.
Машини та апарати, в яких розділення відбувається під дією відцентрових сил, підрозділяють на центрифуги й гідроциклони. Останні набули значного поширення. У важкосередовищних гідроциклонах ефективно розділяють матеріали крупністю до 0,15—0,2 мм. З 1970 р. Луганським заводом вугільного машинобудування ім. Пархоменка почато промислове виробництво вітчизняних двопродуктових сепараторів типу СКВП з вертикальним елеваторним колесом, розроблених Діпромашвуглезбагаченням.
Для збагачення порівняно дрібних руд і неметалічних корисних копалин можна використовувати конусні і барабанні суспензійні сепаратори.

## Вітчизняні сепаратори
Див. докладніше Колісні важкосередовищні сепаратори.
Вітчизняна промисловість випускає сепаратори СКВ-12, СКВ-20 і СКВ-32.
Колісні важкосередовищні сепаратори (СКВ, СКВД, СКВП, СКВС) застосовують на вуглезбагачувальних фабриках для розділення крупних класів (до 300 мм) кам’яного вугілля, антрацитів і сланців.

## Закордонні сепаратори
За рубежем для збагачення вугілля в мінеральних суспензіях з розділенням на два продукти застосовують колісні, барабанні, конвеєрні і конусні сепа-ратори. Найбільше розповсюдження одержали сепаратори з елеваторним колесом типів «Діса» (Польща), «Дрюбой» (Франція), «Теска» і «Ведаг» (Німеччина). З барабанних сепараторів за рубежем найбільш відомий сепаратор «Вемко» (США).
- Двопродуктові сепаратори «Діса» обладнані підвішеним на рухомому ремені елеваторним колесом, яке вивантажує важкий продукт у жолоб, розта-шований у середині колеса. Сепаратори випускають з ванною шириною 2000, 3000 і 4000 мм.
- Сепаратори «Дрюбой» випускається восьми типорозмірів з ванною шириною від 800 до 5000 мм і застосовується у багатьох країнах – Чехії, Франції, США, Японії, Великій Британії, Австралії . Конструктивно сепаратор «Дрюбой» схожий на сепаратор типу СК.
- Сепаратори «Теска» працюють на фабриках Німеччини, США, Японії. В цих сепараторах елеваторне колесо виконане у формі барабану. Випускають чотири типорозміри сепаратора з ванною шириною від 1500 до 3500 мм.
- Сепаратори «Ведаг» мають вертикальне елеваторне колесо, перфоровані ковші якого вивантажують важкий продукт у внутрішній відвідний жолоб. Конструктивно сепаратор «Ведаг» схожий на сепаратор СКВ. Різниця полягає у способі розвантаження елеваторного колеса: в сепараторі типу СКВ розвантажувальний жолоб находиться на периферії елеваторного колеса, а в сепараторі «Ведаг» він розташований в середині сепаратора над робочою ванною.
- Сепаратори «Вемко» мають вигляд барабана з елеваторними перфорова-ними подовжніми полицями, які підіймають важкий продукт і вивантажують його у жолоб, що розташований у середині барабана. Сепаратори випускають з барабаном діаметром від 1200 до 4000 мм і довжиною від 1200 до 7100 мм.

За рубежем також випускаються трипродуктові сепаратори, однак у них розділення по двом густинам здійснюється у з’єднаних в одному агрегаті двох двопродуктових сепараторів із двома циклами циркуляції суспензії. З сепараторів зі здвоєною ванною найбільш відомі сепаратори типів «Діса» (Польща), «Вемко» (США), «Теска» і «Ведаг» (Німеччина), сепаратор «Дрюбой» (Франція) з однією ванною, розділеною на дві частини.

## Комплекс збагачення в важкосередовищних сепараторах
Комплекс збагачення в важкосередовищних сепараторах включає обладнання для збагачення, відділення суспензії, відмивки магнетиту, зневоднення продуктів збагачення і регенерації некондиційної суспензії. Основні функціональні операції комплексу: 
– при розділенні на три продукти (дві стадії збагачення) – виділення в першої стадії відходів, якщо їх вихід в практичному балансі перевищує 50 % або породні мінерали розмокають;
– відділення кондиційної суспензії, відмивку магнетиту і зневоднення на одному грохоті для кожного продукту збагачення (відділення кондиційної суспензії від відходів не передбачати);
– відділення кондиційної суспензії, відмивку магнетиту і зневоднення  продукту, що спливає у першої стадії збагачення, перед подачею в сепаратор другої стадії;
– відмивку магнетиту і зневоднення продукту, що потонув у першої стадії збагачення, перед подачею в сепаратор другої стадії при крупності збагачуваного матеріалу менше 13 мм;
– відправлення частини кондиційної суспензії на регенерацію для регулювання її в'язкості;
– двостадійну регенерацію при густині більше 1800 кг/м3 і при породах, що розмокають;
– виділення трьох продуктів при регенерації: концентрату магнітної сепарації, що направляється в цикл приготування кондиційної суспензії; відходів регенерації (шлам), що направляються в цикл переробки шламових вод і злива, що направляється на відмивку магнетиту від продуктів збагачення.